# Martin-Luther-Kirche (Zürich)
Die Martin-Luther-Kirche ist ein lutherisches Gotteshaus am Kreis 6 in der Schweizer Stadt Zürich. Die Evangelisch-Lutherische Kirchengemeinde Zürich, Nordost- und Zentralschweiz gehört auch dem Bund Evangelisch-Lutherischer Kirchen in der Schweiz und im Fürstentum Liechtenstein (BELK) an.

## Geschichte
1891 wurde die erste lutherische Gemeinde der Stadt Zürich gegründet. Zu diesem Anlass versammelte sich eine Gruppe von rund 60 lutherischen Christen, um gemeinsam ihren Glauben zu feiern. Von Anfang an wurde sie als protestantische Gemeinschaft mit einer Einwanderermehrheit verstanden, da Martin Luther während der Reformation in der Schweiz keine direkten Massnahmen ergriff, obwohl er auf einige Reformatoren einen gewissen Einfluss ausübte. Unter den ersten Mitgliedern der Gemeinde stachen Einwanderer oder Schweizer Nachkommen lutherischer Ausländer hervor, wie Skandinavier, Deutsche (einschliesslich aller Deutschstämmigen in anderen Ländern und Territorien), Finnen, Dänen usw. Da der Gemeinde von Anfang an ein eigenes Gotteshaus fehlte, mussten bis 1958 sämtliche Aktivitäten in Kirchen anderer evangelischer Gemeinden, etwa der Grossmünsterkapelle, durchgeführt werden.
Im November 2014 wurden von den lutherischen Konfirmanden im Land rund um das Ulrich-Zwingli-Denkmal vor der Wasserkirche 32 Martin-Luther-Figuren aufgestellt. Diese künstlerische Aktion fand im Kontext der Ökumene unter reformierten Zürcher Protestanten statt, bei der die Teilnehmer Informationsbroschüren an Passanten verteilten, die sich mit den historischen und theologischen Aspekten beider Reformatoren befassten, die sich nur einmal im Leben beider trafen.

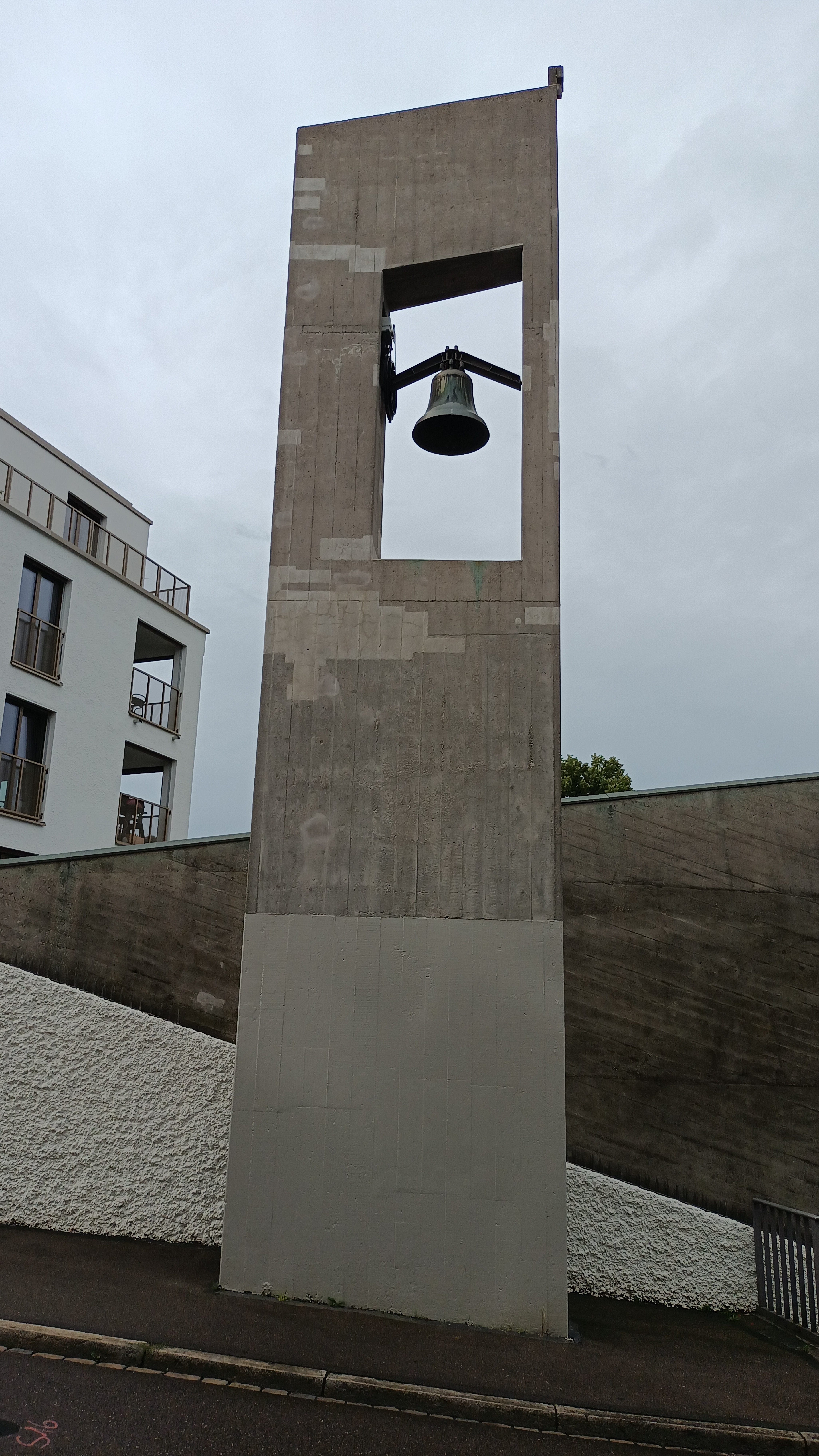
Glockenturm der Kirche

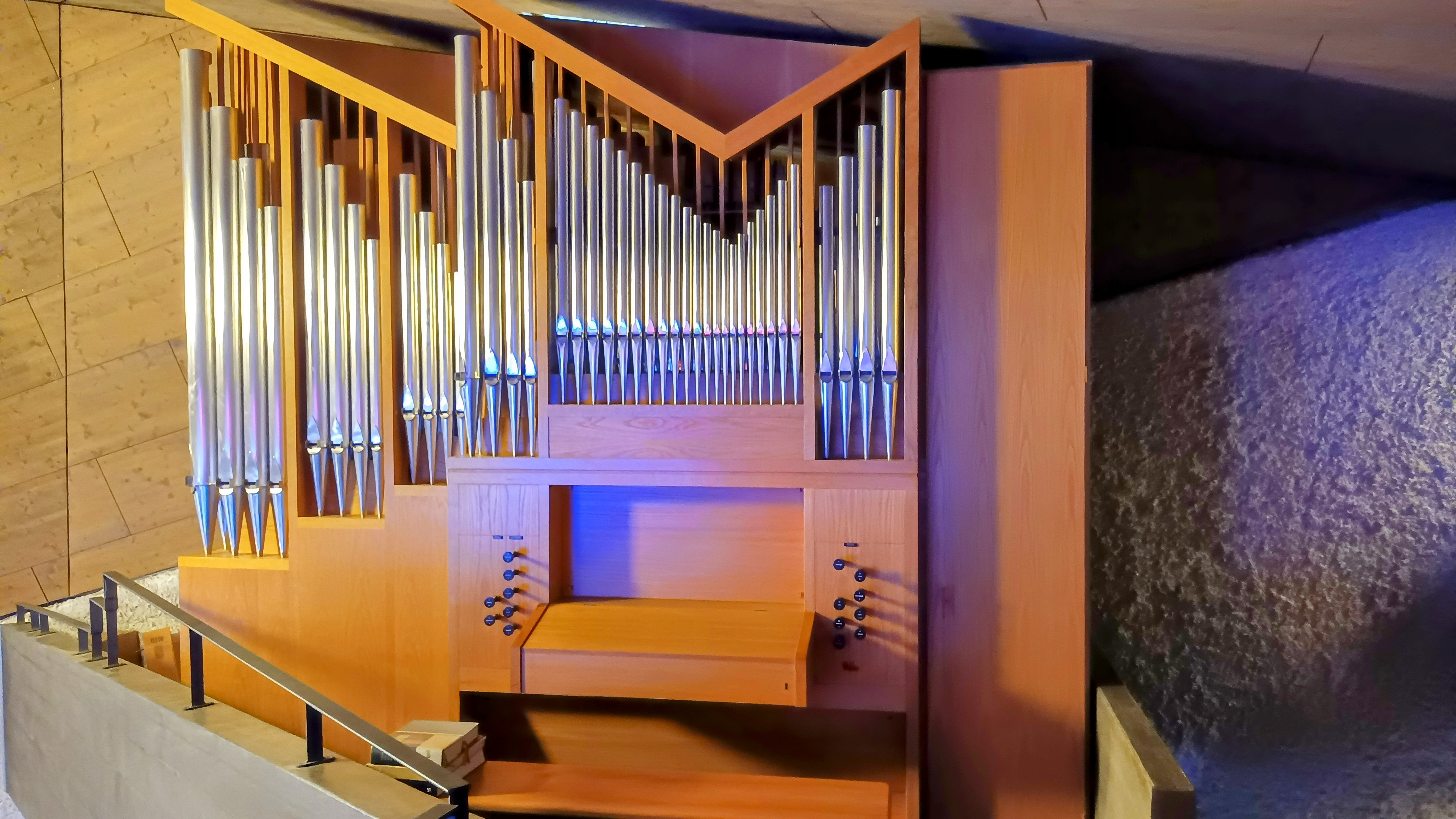
Orgel

## Architektur

### Gebäude
Das von Franz Steinbrüchel (1915–2006) und Ernst Ulrich Krägel entworfene Gebäude wurde im Stil der modernen Architektur in Betonbauweise errichtet und 1958 eröffnet. Auch die Kirche wurde zum Kulturgut erklärt. Der verantwortliche Ingenieur war Stanislaus Gatzka. Der Baustil folgt der Linie der Kapelle Notre-Dame-du-Haut in Ronchamp, die einige Jahre zuvor vom Architekten Le Corbusier entworfen worden war. Die Form der Kirche ähnelt einem Zelt, um die Wanderung des «Wandernden Gottesvolks» zu allen Zeiten zu symbolisieren.

### Inneres
Die Inspiration der Ikonografie in ihrer inneren Struktur ist eine geometrische Kombination drei- und viereckiger Figuren. Die dreieckigen Figuren stellen die Dreifaltigkeit dar, da es sich um eine trinitarische Kirche handelt. Die viereckigen Figuren stellen die Welt dar, das von Menschen Geschaffene (vier Jahreszeiten und vier Himmelsrichtungen).

### Buntglasfenster
Ebenso stellt die Ikonographie der Buntglasfenster verschiedene Elemente dar, die in der Bibel vorkommen, wie zum Beispiel die Taube, die den Heiligen Geist symbolisiert, den Baum des Lebens im Garten Eden, den hellen Morgenstern. Die grösste im Buntglas dargestellte Figur ist die Christusfigur und befindet sich in der Mitte der Fensterfront. Es gibt auch eine Darstellung des Himmlischen Jerusalems mit quadratischen Figuren, die Vollendung und Edelsteine darstellen. Es ist auch möglich, einige biblische Szenen zu bewundern, wie die Weltschöpfung, die Figur des „Auges Gottes“ und eine Schlange, die den Sündenfall darstellt.